# Жугурени (Прахова)
Жугурени (рум. Jugureni) насеље је у Румунији у округу Прахова у општини Жугурени. Oпштина се налази на надморској висини од 451 m.

## Становништво
Према подацима из 2002. године у насељу је живело 743 становника, од којих су сви румунске националности.

### Хронологија
| Година       | 1992 | 1993 | 1994 | 1995 | 1996 | 1997 | 1998 | 1999 | 2000 | 2001 | 2002 | 2003 | 2004 | 2005 | 2006 | 2007 | 2008 | 2009 | 2010 | 2011 | 2012 | 2013 | 2014 | 2015 | 2016 | 2017 |
| ------------ | ---- | ---- | ---- | ---- | ---- | ---- | ---- | ---- | ---- | ---- | ---- | ---- | ---- | ---- | ---- | ---- | ---- | ---- | ---- | ---- | ---- | ---- | ---- | ---- | ---- | ---- |
| Становништво | 938  | 916  | 905  | 883  | 852  | 824  | 801  | 782  | 774  | 758  | 748  | 727  | 715  | 703  | 673  | 650  | 658  | 643  | 626  | 606  | 598  | 577  | 561  | 546  | 536  | 517  |